# Vannes-le-Châtel
Vannes-le-Châtel è un comune francese di 582 abitanti situato nel dipartimento della Meurthe e Mosella nella regione del Grand Est.

## Storia

### Simboli
La partizione con la troncatura ondata ad altezze diverse rappresenta una valvola idraulica (in francese vanne) che trattiene l'acqua; il capo merlato ricorda la presenza di un castello; i bicchieri simbolizzano l'attività delle vetrerie locali.

## Società

### Evoluzione demografica
Abitanti censiti